# Ephraim (Stamm)

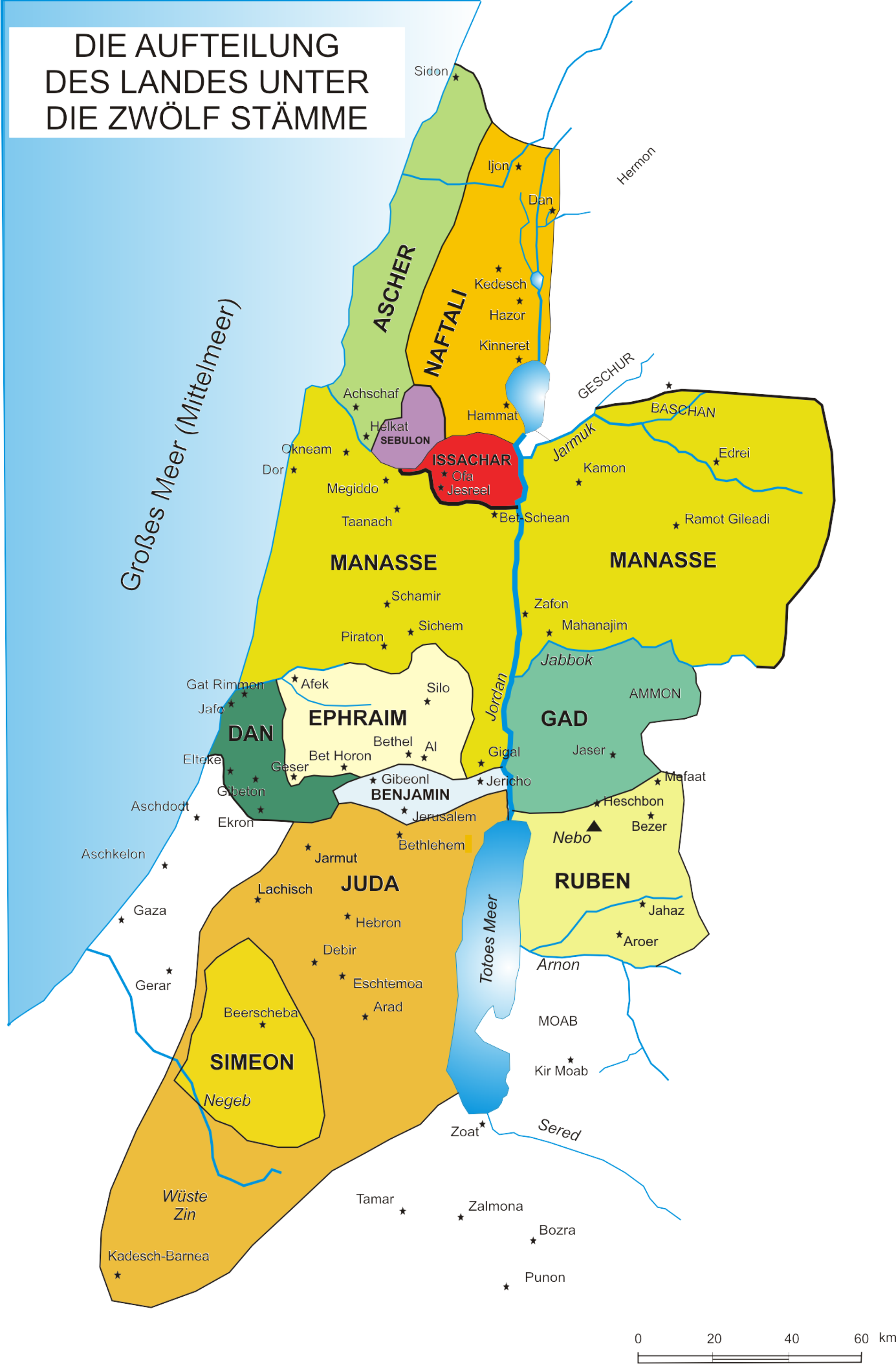
Die 12 Stämme Israels

Ephraim (auch Efraim, hebräisch אֶפְרַיִם) ist der jüngere  der beiden Söhne Josefs, also ein Enkel von Jakob, dem Stammvater der Israeliten in der Bibel (Gen 46,20 ). Ephraim wird in Ägypten geboren: Seine Mutter ist die Ägypterin Asenat, deren Vater Potifera dort ein Priester war. Sein Bruder heißt Manasse.
Ephraim erhält – wie viele Namen – in der Bibel eine Deutung: „Denn Gott hat mich wachsen lassen im Land meines Elends“, soll Josef bei seiner Geburt gesagt haben (Gen 41,52 ). Ephraim bedeutet – aus dem Hebräischen – wörtlich etwa „doppelt fruchtbar“.
Der Name wurde später Synonym für ein Siedlungsgebiet der Hebräer in Kanaan, das von den Angehörigen des von Ephraim begründeten Volksstammes bevölkert wurde. Die Zwölf Stämme Israels erscheinen biblisch als Nachkommen der zwölf Söhne Jakob-Israels. Nachdem Jakob kurz vor seinem Tod die beiden Söhne von Joseph und Asenat, Ephraim und Manasse, die vor seiner Ankunft in Ägypten geboren waren, als seine Nachkommen adoptierte, wurde der Stamm Joseph in zwei Teile geteilt. Israel besteht nach dieser Teilung rechnerisch aus 13 Stämmen, von denen zwölf ein eigenes Siedlungsgebiet in Kanaan erhielten, während die Nachkommen Levis, die Leviten, als die Priesterschaft des Volkes Israel landlos blieben.
Das Siedlungsgebiet Ephraims gehörte zum Nordreich Israel, das sich um 925 v. Chr. vom Südreich Juda trennte. Manchmal wird Ephraim in der Bibel daher auch als Kurzname für die zehn Nordstämme Israels während der Zeit der Aufteilung in ein Nord- und Südreich verwendet (so z. B. im Buch Hosea Hos 6,4 ).
Im biblischen Gebiet des Stammes Ephraim gelegen, enthalten folgende heutige Orte diesen in ihrem Namen: Maʿale Efrajim (Steige von Ephraim) und der Moshav Scha'ar Efraim (Tor nach Ephraim).